# Antonopol
Antonopol (lit. Antaniškės) – kolonia na Litwie, w okręgu wileńskim, w rejonie wileńskim, w gminie Bujwidze.

## Historia
W dwudziestoleciu międzywojennym zaścianek Antonopol leżał w Polsce, w województwie wileńskim, w powiecie wileńsko-trockim, do 1 kwietnia 1927 w gminie Bystrzyca, następnie w gminie Niemenczyn.
Po II wojnie światowej w granicach Związku Sowieckiego. Od 1991 na niepodległej Litwie.